# 1336 w polityce

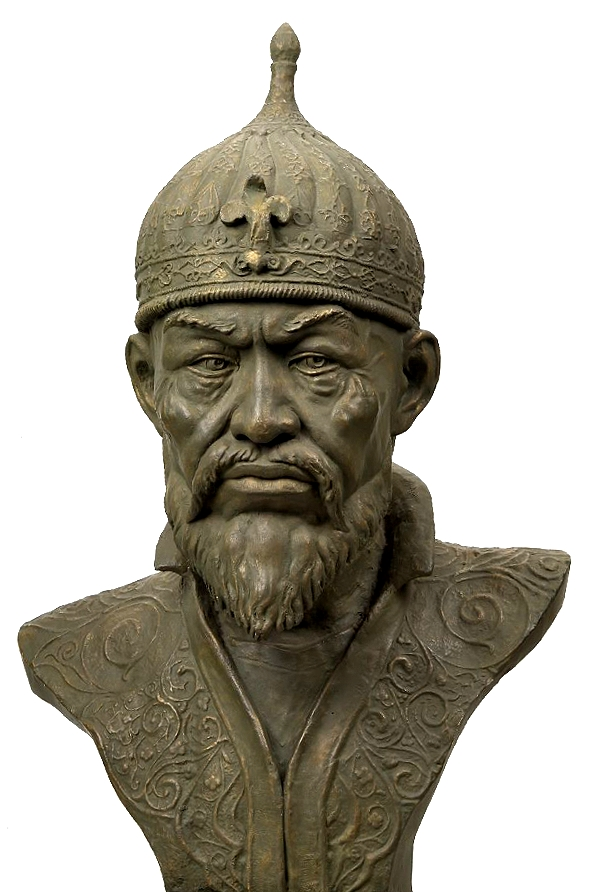
Timur Chromy, rekonstrukcja twarzy

Wydarzenia polityczne w 1336 roku.

## Wydarzenia
- Bitwa pod Tatarahama podczas wojny domowej w Japonii[1].
- przedłużenie rozejmu polsko-krzyżackiego[2].
- udział Kazimierza Wielkiego we wspólnej wyprawie z Janem Luksemburskim przeciwko Habsburgom[2].

## Urodzili się
- 9 kwietnia Timur Chromy (Tamerlan), władca Mongołów[3].
- Albrecht I Bawarski, książę Straubing[4].

## Zmarli
- 24 stycznia Alfons IV Łagodny, król Aragonii[5].
- 23 maja Wacław, książę płocki[6].
- 5 lipca Masashige Kusunoki, japoński wojownik i dowódca[7].